# Ars-en-Ré

Ars-en-Ré este o comună în departamentul Charente-Maritime, Franța. În 1 ianuarie 2022 avea o populație de 1.306 de locuitori.